# IC 4020
IC 4020 ist eine Spiralgalaxie vom Hubble-Typ Sb? im Sternbild der Jagdhunde. Sie ist rund 464 Millionen Lichtjahre von der Milchstraße entfernt.
Die Galaxie wurde am 21. März 1903 von Max Wolf entdeckt.